# Hugh Wardell-Yerburgh
Hugh Arthur Wardell-Yerburgh (11. januar 1938 - 28. januar 1970) var en engelsk roer fra London.
Wardell-Yerburgh vandt, sammen med John Russell, William Barry og John James, en sølvmedalje for Storbritannien i firer uden styrmand ved OL 1964 i Tokyo. I finalen blev briterne kun besejret af Danmark, der vandt guld, mens USA's båd fik bronze. Det var det eneste OL han deltog i.
Wardell-Yerburgh døde i en trafikulykke i byen Chertsey i 1970, kun 32 år gammel.

## OL-medaljer
- 1964:  Sølv i firer uden styrmand